# (1348) Michel
(1348) Michel es un asteroide perteneciente al cinturón de asteroides descubierto el 23 de marzo de 1933 por Sylvain Julien Victor Arend desde el Real Observatorio de Bélgica, Uccle.

## Designación y nombre
Michel fue designado inicialmente como 1933 FD.
Posteriormente se nombró en honor del hijo mayor del descubridor.

## Características orbitales
Michel está situado a una distancia media del Sol de 2,794 ua, pudiendo alejarse hasta 3,171 ua. Su excentricidad es 0,1348 y la inclinación orbital 6,581°. Emplea en completar una órbita alrededor del Sol 1706 días.